# Ruokolahti
Ruokolahti (Ruokolax in svedese) è un comune finlandese di 4842 abitanti, situato nella regione della Carelia Meridionale. Il nome significa letteralmente "baia delle canne"; il comune confina con Imatra, Lappeenranta, Taipalsaari, Puumala, Sulkava, Punkaharju, Parikkala e Rautjärvi. Ruokolahti copre un'area di 1.129,85 km², dei quali il 23% è coperto da acqua.
La popolazione generalmente raddoppia in estate, quando i vacanzieri occupano i 3.000 cottage estivi della regione.
Ruokolahti è nota per la natura e i panorami, ad esempio Kummakivi è un masso erratico situato a 61° 29' 36.4596" N, 28° 25' 45.5016" E a Ruokolahti ed è protetto. Nella parte occidentale si trova il lago Saimaa ed in quella orientale vi sono centinaia di piccoli laghi. La catena di dorsali moreniche Salpausselkä si estende in quest'area.
Il famoso tiratore scelto Simo Häyhä visse a Ruokolahti per 57 anni dopo la guerra d'inverno del 1939-40. È sepolto nel cimitero della chiesa di Ruokolahti.
Lo stemma municipale di Ruokolahti è un'arma parlante che fa riferimento direttamente al nome del comune, incluse le canne di palude. Una linea di contorno viene usata per descrivere le acque locali; lo stemma fu disegnato da Gustaf von Numers e confermato in uso l'11 settembre 1951.

## Galleria d'immagini

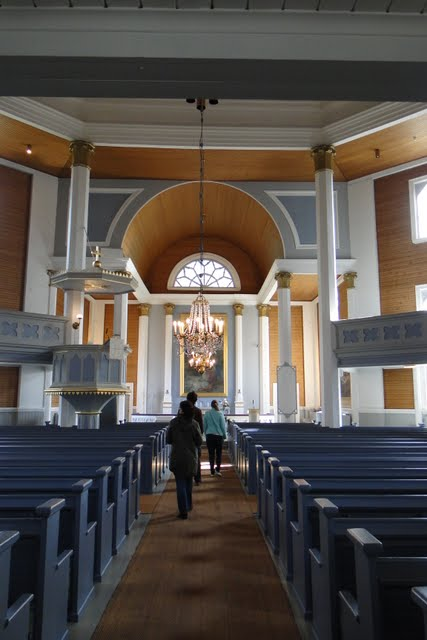
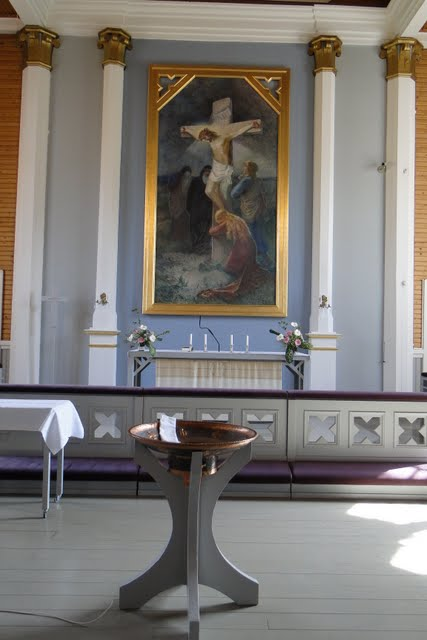
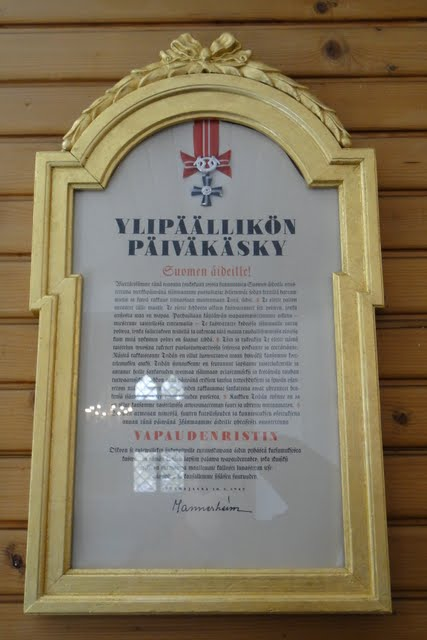
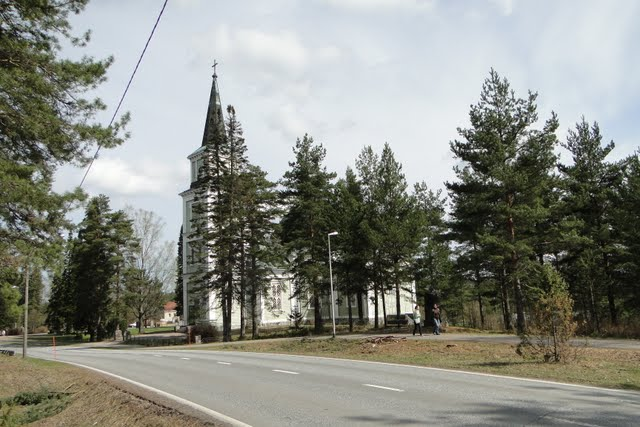
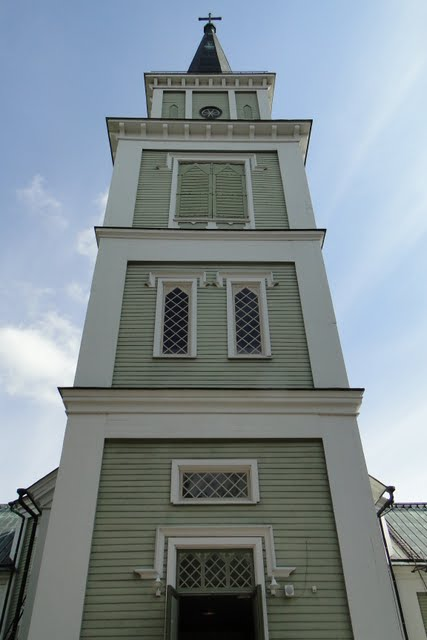
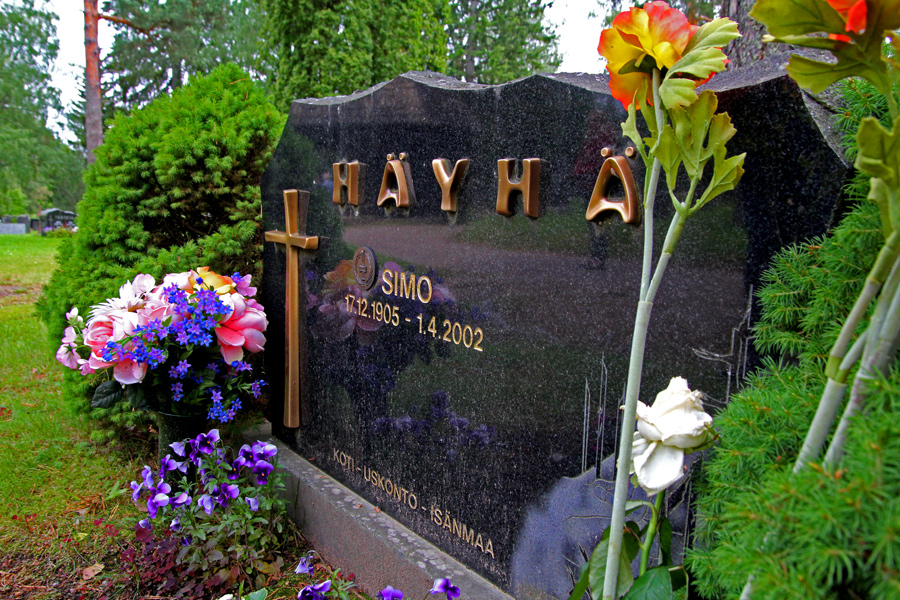